# پرسونا (فیلم)
پرسونا (به سوئدی: Persona) فیلمی در ژانر درام روان شناختی و رازآلود به کارگردانی اینگمار برگمان محصول ۱۹۶۶ کشور سوئد است که در آن بیبی اندرسون و لیو اولمان نقش‌آفرینی کرده‌اند. این فیلم در سایت imdb توانسته نمره‌ی ۸/۱ را کسب کند.
برگمان در کتاب خود به نام تصاویر از این فیلم به عنوان یکی از پراهمیت‌ترین فیلم‌هایش یاد کرده‌است.
فیلم رابطهٔ متقابل دو زن به نام‌های الیزابت و آلما را نشان می‌دهد. «الیزابت» هنرپیشهٔ موفقی است که در طول اجرای نقش الکترا لال شده‌است و «آلما» پرستاری است که باید از او مراقبت کند.
در این فیلم هیچ شخصیت مردی بازی نکرده است و تمام بازیگران زن هستند.

## نکات مهم
- برخی از منتقدین معتقد هستند که منبع اصلی الهام پرسونا نمایشنامهٔ قویتر نوشتهٔ اگوست استریندبرگ بوده‌است.
- برگمان داستان فیلم را در نه هفته، هنگامی که با بیماری ذات الریه دست و پنجه نرم می‌کرد نوشته است.
- در ابتدا برگمن عنوان فیلم را تکه‌ای از هنر فیلمبرداری انتخاب کرده بود که در ادامه نام آن را تغییر داد.
- این فیلم یکی از مطرح‌ترین آثار هنری از دیدگاه منتقدین و فیلمسازان می‌باشد. سوزان سونتاگ آن را شاهکار برگمن نامیده است.
- این فیلم در سال ۱۹۷۲ از سوی ماهنامهٔ سایت اند ساند در میان ده فیلم برتر تمامی دورانها مکان پنجم را به خود اختصاص داد.

## خلاصه داستان
الیزابت فوگلر (اولمان) بازیگری است که ناگهان تصمیم می‌گیرد سکوت اختیار کند تا ظاهراً دیگر مجبور نباشد در زندگی «نقش» بازی کند و دروغ بگوید. «آلما» (آندرشون) پرستار که مأمور مراقبت روانی او در ویلائی ساحلی شده، ظاهراً زنی متفاوت و امیدوار به زندگی است. دو زن آرام‌آرام به هم چنان نزدیک می‌شوند که انگار می‌خواهند در روح یکدیگر رسوخ کنند...

## بازیگران
- بیبی آندرشون - آلما، پرستار
- لیو اولمان - الیزابت وگلر، هنرپیشه
- مارگارتا کروک - دکتر
- گونار بیورنستراند - آقای وگلر
- یورگن لینسترو - بچه